# Spiriferina
Spiriferina is een geslacht van uitgestorven armpotige dieren, dat van het Laat-Siluur tot het Dogger voorkwam in Azië, Europa, Noord-Amerika, Zuid-Amerika en Nieuw-Zeeland.
Een van de vertegenwoordigers van het geslacht is Spiriferina rostrata.

## Beschrijving
Deze 1,5 cm lange brachiopode kenmerkt zich door de driehoekige tot bijna vijfhoekige schelp met bolle kleppen. Beide umbo’s (wervel, het hoogst gelegen deel van de klep) waren sterk naar binnen gekromd. De steel was in het oog springend en er was een goed waarneembare interarea (het klepdeel tussen wervel en slot). De armklep bezat een hoge plooi, de steelklep een diepe sulcus (verdiept gedeelte van het buitenoppervlak). Beide kleppen bevatten brede, afgeronde costae (ribben) en troffen elkaar aan de commissuur (raaklijn waarlangs de kleppen op elkaar vallen) volgens een sterk golvende lijn. Dit geslacht groef zich in in zachte modderbodems, met de schelptop naar beneden.

## Soorten
- Spiriferina abichi
- Spiriferina alia
- Spiriferina betacalcis
- Spiriferina borealis
- Spiriferina cassiana
- Spiriferina coreyi
- Spiriferina elegantissima
- Spiriferina fortis
- Spiriferina homfrayi
- Spiriferina kiparisovae
- Spiriferina munsterii
- Spiriferina nicklesi
- Spiriferina panderi
- Spiriferina papillosa
- Spiriferina rostrata
- Spiriferina roundyi
- Spiriferina rupicola
- Spiriferina salomonensis
- Spiriferina slovenica
- Spiriferina subfragilis
- Spiriferina terebratuloides
- Spiriferina terzadica
- Spiriferina tornata
- Spiriferina toulai
- Spiriferina triplicata
- Spiriferina walcotti
- Spiriferina yukonensis